# Église Saint-Louis de Reims
Pour les articles homonymes, voir Église Saint-Louis.
L'église Saint-Louis de Reims est située rue Chanoine-René-Camus dans le quartier Maison Blanche au sud-ouest de la ville.

## Un monument à la mémoire du cardinal Luçon

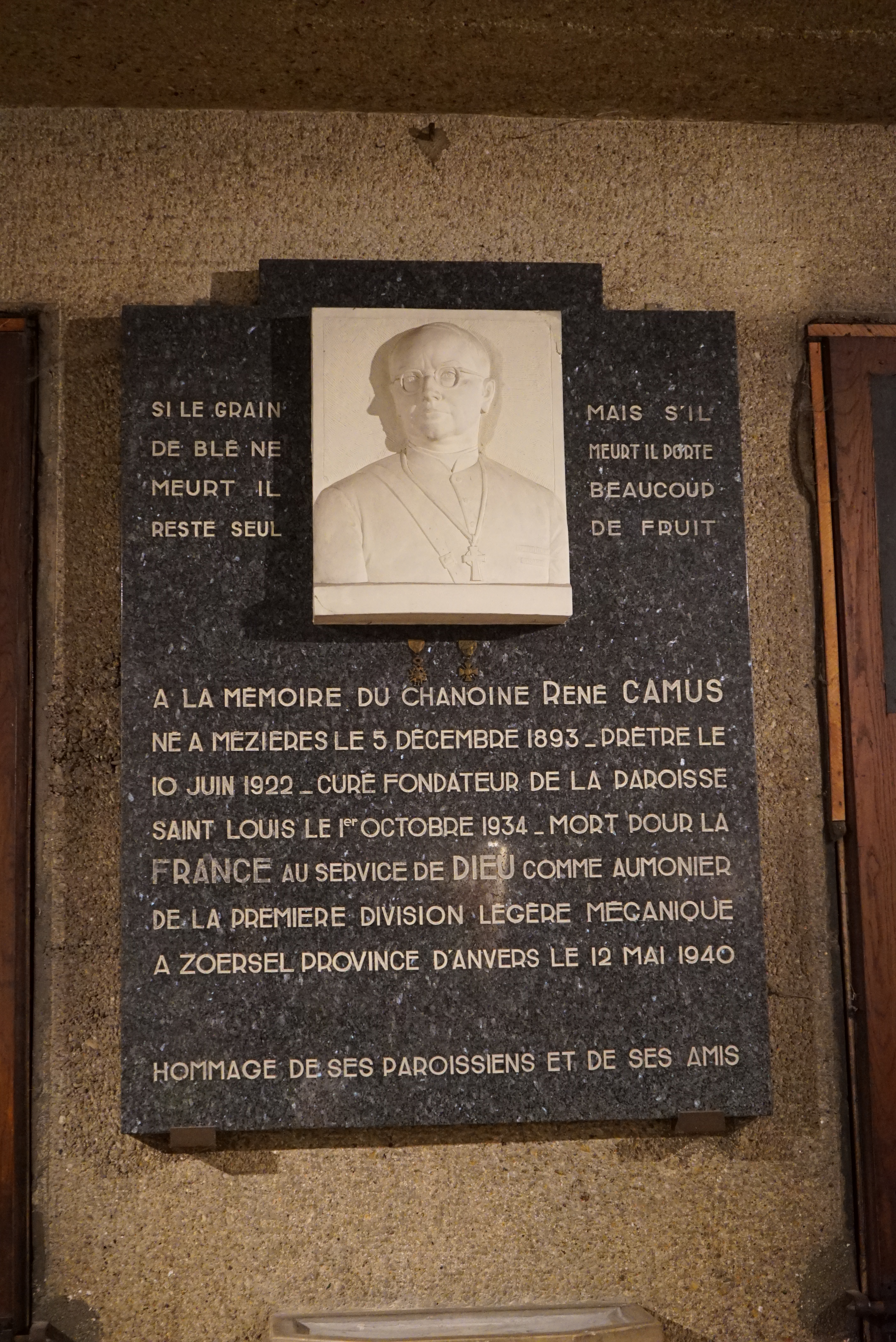
Mémorial à René Camus en l'église Saint-Louis.

L'église, de l'architecte Fernand Moineau, est bâtie en 1931 pour honorer le cardinal Luçon, très aimé de la population rémoise parce qu'il l'a accompagnée pendant le martyre de la ville durant la Première Guerre mondiale.
Le cardinal Luçon devient pendant la Première Guerre mondiale un des symboles du martyre de Reims et de la France blessée. Pendant toute cette période, il partage la vie des Rémois sous les bombes, réconfortant les sinistrés, visitant les soldats blessés dans les hôpitaux et ceux qui combattent dans les tranchées. Chaque vendredi, il accomplit dans sa cathédrale dévastée un chemin de croix par lequel il prend en charge symboliquement le martyre de Reims. Après la guerre, il demeure "une grande voix française" (Jean Giraudoux) à l'étranger et agit jusqu'à la fin de sa vie à la restauration matérielle des zones dévastées et à la restauration morale de la France.
Après la mort du cardinal, un comité formé par le comte Bertrand de Mun décida de réaliser l’un des derniers vœux du cardinal Luçon qui souhaitait faire édifier une chapelle dans le nouveau quartier de la Maison-Blanche et aussi pour pallier l’absence de chapelle dans l’immense hôpital Maison-Blanche. Afin de recueillir des fonds pour élever le monument à la mémoire du cardinal, un timbre à son effigie, dessiné par Adrien Sénéchal, fut vendu en 1931. La même année, le comité put ainsi faire ériger, avec les fonds rapidement recueillis, une église dédiée à Saint Louis du nom du roi de France Louis IX et du premier des trois prénoms du cardinal. Une chapelle souvenir à l'intérieur de l'église est consacrée au cardinal.
La rue, en face de l'église, s'appelle « chanoine René Camus », du nom de René Jean Victor Gustave Camus, né à Mézières en 1893, mort pour la France le 12 mai 1940. Il fut ordonné prêtre en 1922, vicaire à Mézières, puis à Saint-Remi de Reims, en 1926, et fut le premier curé de la paroisse Saint-Louis pendant huit ans. Mobilisé en 1940 comme aumônier divisionnaire de la première Division légère mécanique, il mourut dans la forêt d’Oostmalle à Zoersel, près d’Anvers, en Belgique. Il fut nommé chanoine honoraire.
De 1950 à 1960, le curé de cette paroisse populaire est Louis Lochet, qui écrit de nombreux livres de spiritualité chrétienne,.

## Galerie

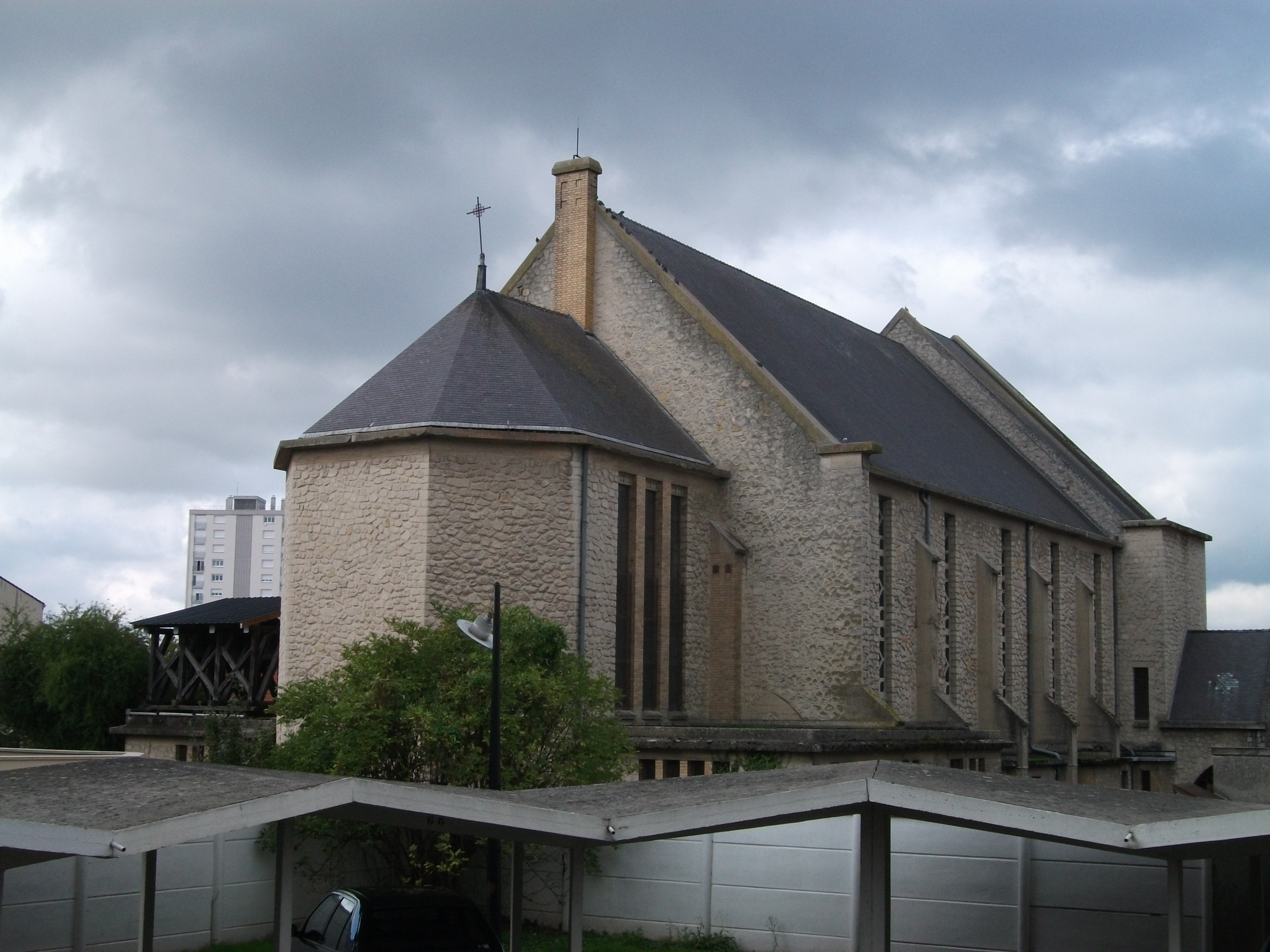
Arrière et chœur de l'église,
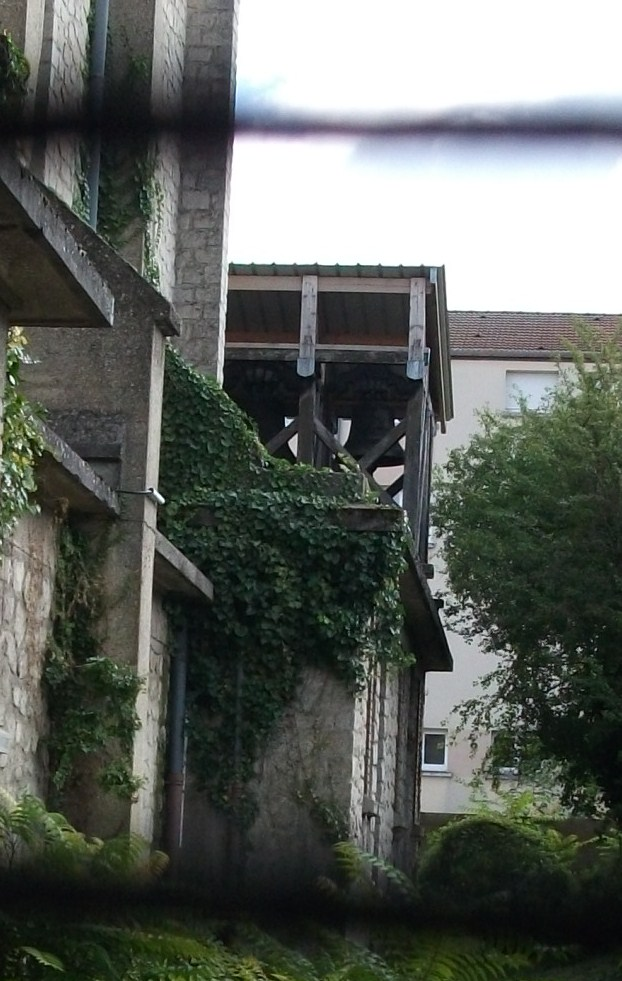
cloches et clocher,
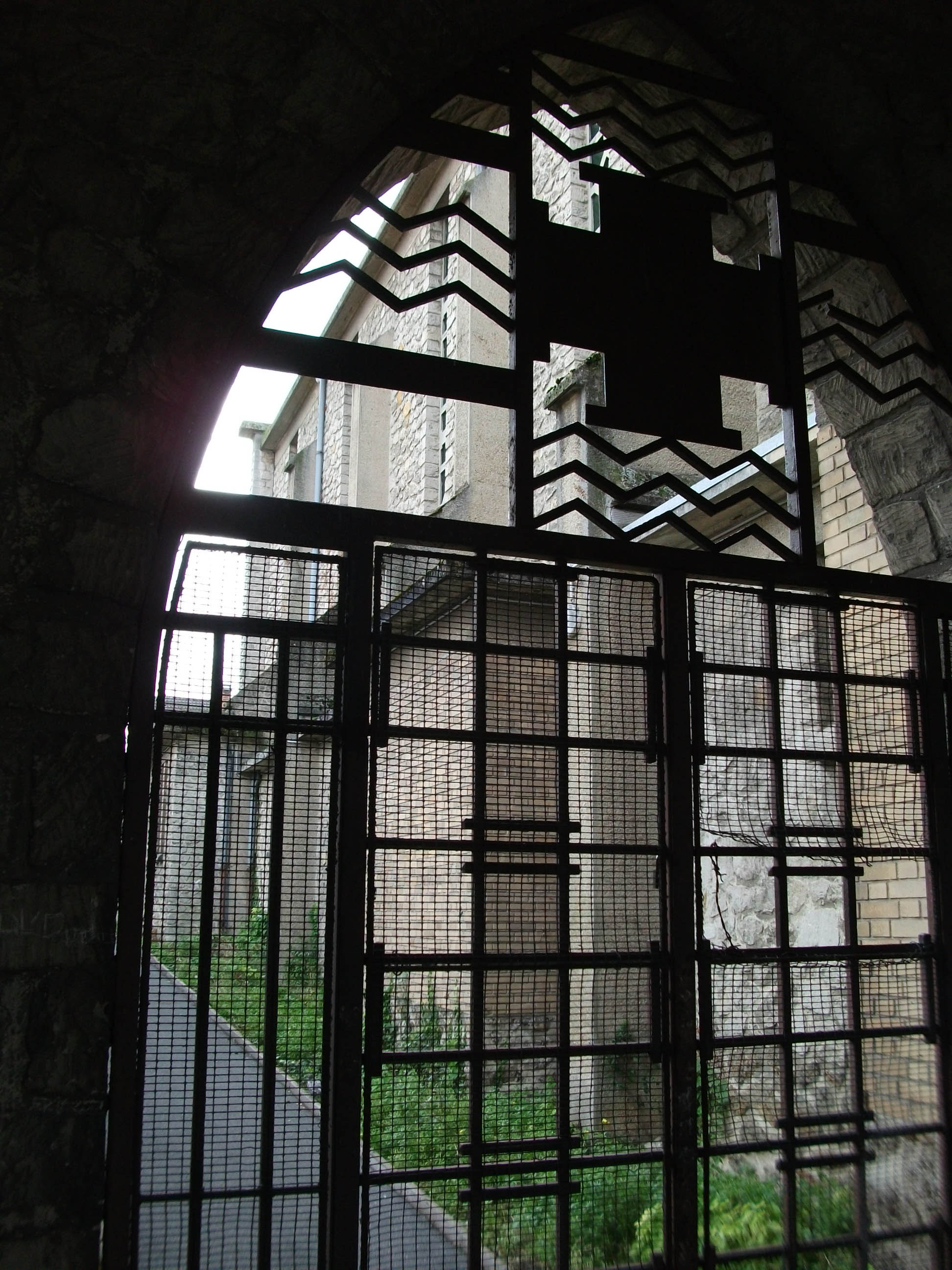
grille extérieure de l'église,
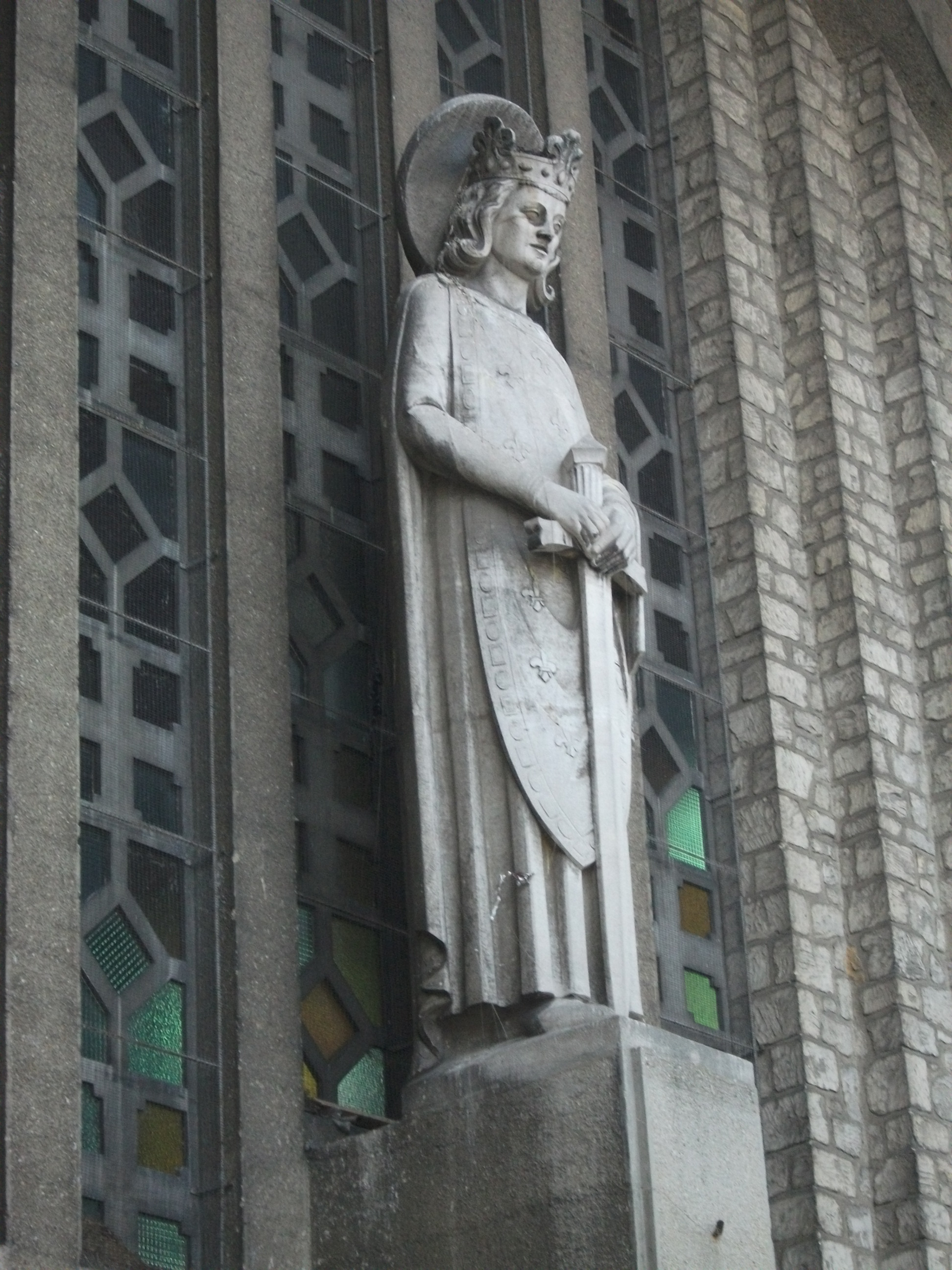
statue de saint Louis au portail de l'entrée.
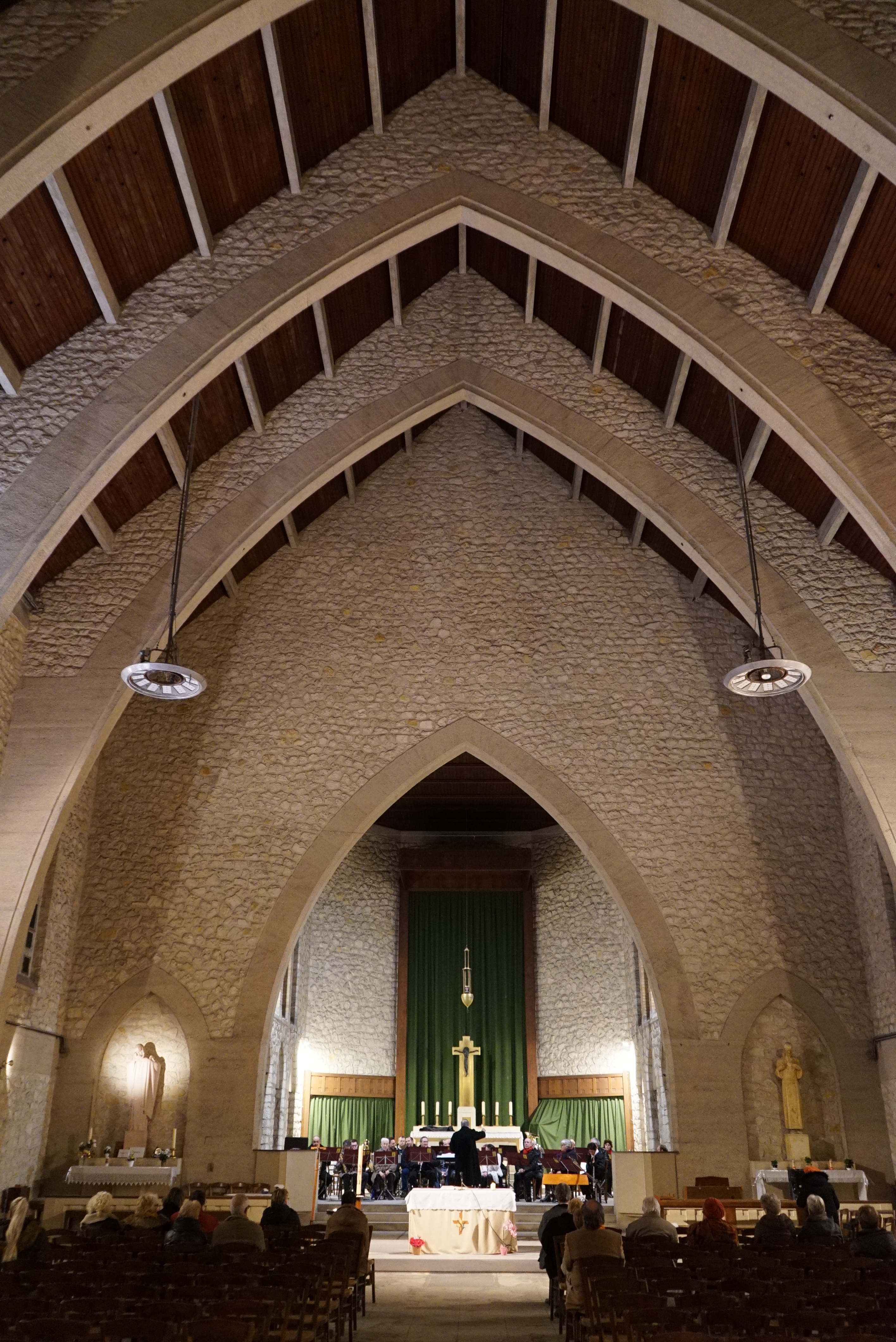
La nef vers l'autel,
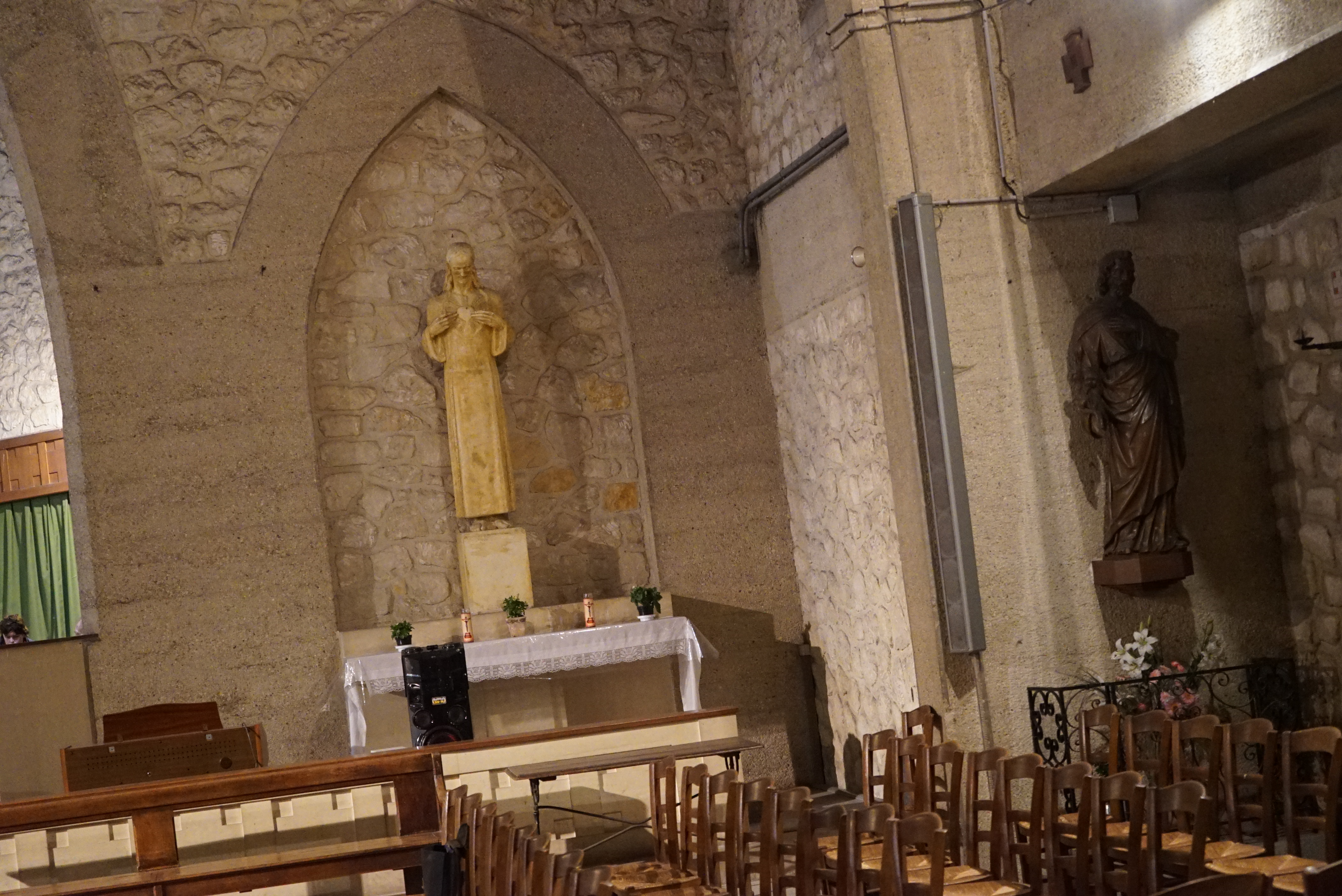
autel latéral.